# Le Bourget
 Le Bourget  es una localidad y comuna de Francia, en la región de Isla de Francia, departamento de Sena-San Denis, en el distrito de Bobigny. Es la cabecera del cantón de su nombre. En la comuna se encuentra el Aeropuerto de París-Le Bourget y, dentro del recinto del aeropuerto, el Museo del Aire y del Espacio, el mayor museo de aviación de Francia.
Su población en el censo de 1999 era de 12.110 habitantes.
Está integrada en la Communauté de communes Drancy-Le Bourget.
El Bureau d'Enquêtes et d'Analyses pour la Sécurité de l'Aviation Civile (BEA, Oficina de Investigación y Análisis para la Seguridad de la Aviación Civil en francés) tiene su sede Le Bourget.

## Demografía
| 486 | 456 | 447 | 401 | 738 | 617 | 708 | 654 | 623 | 706 | 807 | 1072 | 1380 | 1759 | 2039 | 2258 | 2550 | 2868 | 3104 | 3979 | 6185 | 6555 | 7598 | 8204 | 7327 | 8404 | 10 106 | 9679 | 10 534 | 11 021 | 11 699 | 12 110 | 12 961 |
| Para los censos de 1962 a 1999 la población legal corresponde a la población sin duplicidades (Fuente: INSEE [Consultar]) |     |     |     |     |     |     |     |     |     |     |      |      |      |      |      |      |      |      |      |      |      |      |      |      |      |        |      |        |        |        |        |        |

## Galería

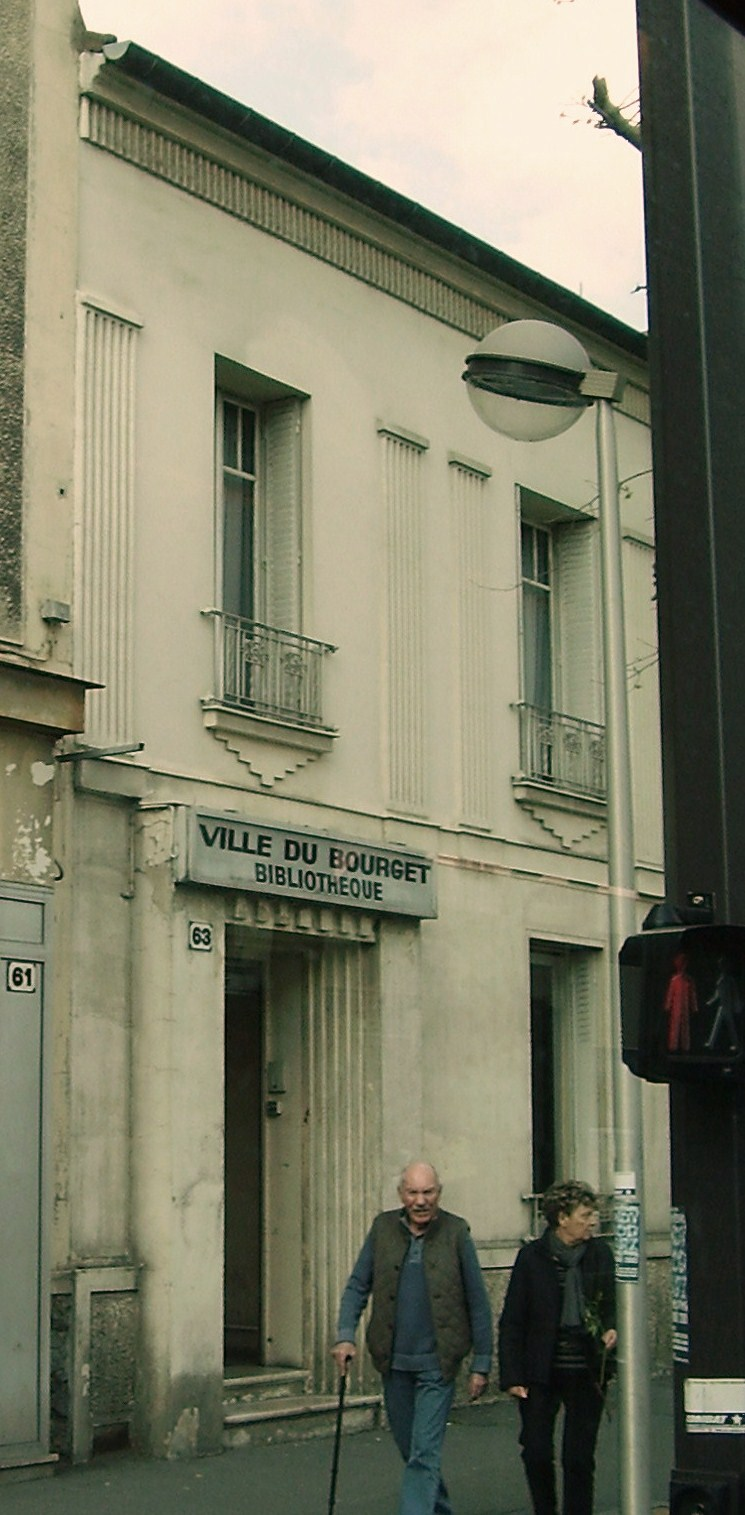
Biblioteca de Le Bourget
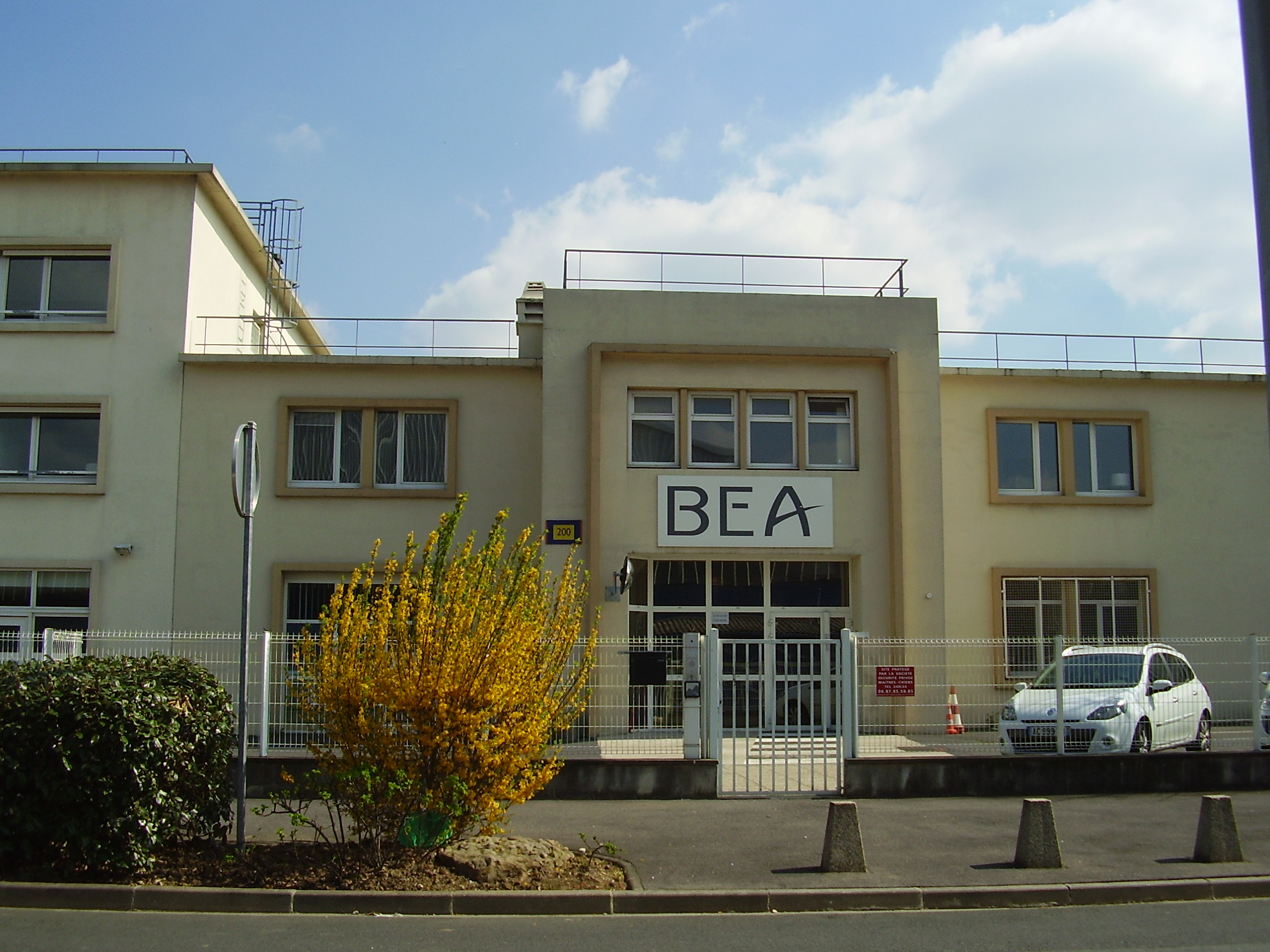
Edificio 153, la sede del Bureau d'Enquêtes et d'Analyses pour la Sécurité de l'Aviation Civile

## Hermanamientos
- Cullera (España)